# Wanaparthy
Wanaparthy (ook wel gespeld als Wanaparthi) is een nagar panchayat (plaats) in het district Wanaparthy van de Indiase staat Telangana. 

## Demografie
Volgens de Indiase volkstelling van 2001 wonen er 50.262 mensen in Wanaparthy, waarvan 51% mannelijk en 49% vrouwelijk is. De plaats heeft een alfabetiseringsgraad van 63%. 